# 侍女

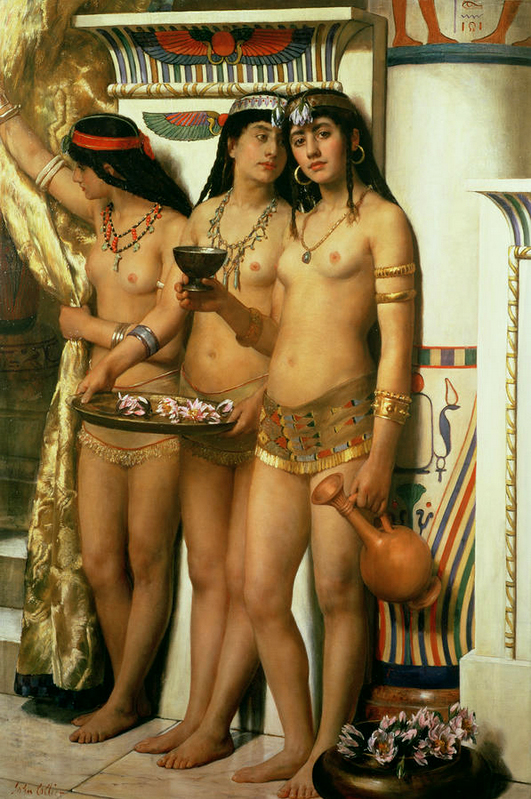
『古代エジプトのファラオの奴隷』（ジョン・コリア画）。ファラオの侍女の絵である。

侍女（じじょ、英: handmaid）は、貴人の側、王族・貴族または上流階級の婦人に個人的に仕えて雑用や身辺の世話をする女性である。小間使いの女、腰元とも言う。

## 日本の侍女
古くは、『古事記』に「豊玉毘売之従婢」とある。時代が下って武士階級における貴人（主に大名以上の正室・姫君）に付き従う女。腰元以上の身分の者（武士階級扱い）。侍女より少し上級とされる（宮中では）女房などとともに、女房言葉を常に使う階級である。
古代から明治初期まで、朝廷および宮家では、（男性たる）侍従に相当する女性の役職、現代の女官（あるいは貴人の公的な家政婦）に相当するが、現代では宮家で私的に雇うお手伝いの女性を侍女と呼び、公務員ではない。
なお、宮内庁にも侍女長という官職（特別職）があり、各宮家に付く。

## ヨーロッパの侍女
その役割は、紳士に対する近侍（バレット）ときわめてよく似ている。伝統的に侍女は雇われ人（リテーナー）であっても召使（サーヴァント）ではないコンパニオンよりもランクは低いが、その報酬には居室と食事、（女主人のお供をしての）旅行やそれなりの社会的地位が伴っていて、その出自も低くないことが多い。そして、下級使用人や訪問先の他家の使用人からは「お嬢さま」（ミス）と呼びかけられるなど、使用人に対してはその女主人と同等の優位を保っていた。侍女の仕事は、化粧、髪結い、服装・装飾品・靴などの選択、衣装の管理、そしてそのほか全般の買い物について女主人を補佐することであった。